# Stade Saint-Symphorien
El Stade Municipal Saint Symphorien es un estadio de fútbol de la ciudad de Metz, Francia. fue inaugurado en 1923 con una capacidad para 10 000 personas, ha sido sometido a variadas renovaciones la última de ellas en 2001 en donde alcanzó su aforo actual de 30 000.
Es el estadio del FC Metz club de la Ligue 1.
El estadio recuerda el nombre del santo cristiano del siglo II Sinforiano.